# Уједињена Црна Гора
 Уједињена Црна Гора је конзервативна политичка странка у Црној Гори. Оснивач и дефакто лидер странке је Горан Даниловић, бивши министар унутрашњих послова Црне Горе.

## Историја
Уједињена Црна Гора је основана у септембру 2017. године када се конзервативна фракција Демократског савеза (ДЕМОС) предвођена потпредсједником странке Гораном Даниловићем одвојила и формирала нову политичку странку, због неслагања са лидером странке Миодрагом Лекићем. У то вријеме је у Скупштини Црне Горе имала два посланика — оба изабрана на изборима 2016. на изборној листи Коалиције Кључ, коју је предводио ДЕМОС.
Дана, Уједињена Црна Гора је  1. маја 2019. донијела одлуку о потписивању споразума са Социјалистичком народном партијом (СНП), Радничком партијом (РП) и групом независних посланика о формирању новог политичког савеза под називом Да сваком има.
Савез се распао прије парламентарних избора у августу 2020. У јулу 2020. Уједињена Црна Гора, заједно са РП и групом независних посланика (коју чине бивши чланови СНП-а и ДЕМОС-а), донијела одлуку о формирању новог културно-конзервативног политичког савеза под називом Народни покрет, примјеном значајнијег културног и друштвеног конзервативног дискурса, подржавајући вјерске протесте у Црној Гори и права Српске православне цркве у Црној Гори, уједно настављајући своју дјелатност у оквиру заједничке изборне листе са Демократским фронтом, СНП-ом и Правом Црном Гором.

## Изборни учинак

### Парламентарни избори
| Година | Гласови                 | % гласова               | Укупно освојених мандата | Промјена мандата | Коалиција | Власт     |
| ------ | ----------------------- | ----------------------- | ------------------------ | ---------------- | --------- | --------- |
| 2017.  | Издвојила се из Демос-а | Издвојила се из Демос-а | 2 / 81                   | 2                | —         | опозиција |
| 2020.  | 133.261                 | 32,55%                  | 1 / 81                   | 1                | ЗБЦГ      | власт     |

### Предсједнички избори
| Година | Кандидат        | #  | 1. круг гласања | % гласова | #   | 2. круг гласања | % гласова |
| ------ | --------------- | -- | --------------- | --------- | --- | --------------- | --------- |
| 2018.  | Младен Бојанићa | 2. | 111.711         | 33,40%    | Н/Д | /               | /         |

a Независни кандидат, подршка

### Локални избори
| Година            | Општина   | Гласови | % гласова | Укупно освојених мандата | Коалиција                                                | Лидер            |
| ----------------- | --------- | ------- | --------- | ------------------------ | -------------------------------------------------------- | ---------------- |
| 30. август 2022.  | Будва     | 5.786   | 41,40%    | 14 / 330 / 33            | За будућност Будве                                       | Марко Царевић    |
| 5. децембар 2021. | Мојковац  |         | 6%        | 2 / 31                   | самостално                                               |                  |
| 27. март 2022.    | Беране    | 688     |           | 1 / 35                   | самостално                                               | Горан Даниловић  |
| 23. октобар 2022. | Подгорица |         |           | 0 / 61                   | Демократе - Уједињена Црна Гора - Европа сад - Ајмо људи | Данило Шарановић |